# Cecilia Zadig
Gerd Gun-Britt Cecilia Zadig, född 2 december 1946, är en svensk journalist och tv-producent. Hon har även verkat som ledarskapsutvecklare, föreläsare och författare med fokus på kvinnors utveckling och ledarskap samt har instiftat utmärkelsen Årets MediaAmazon.  

## Biografi
Mellan år 1973 och 1979 var Zadig frilansjournalist i Bryssel med bevakning av EG och Nato för bland annat Dagens Eko, Sveriges Radio och SVT.

### Uppmärksammade reportage
Zadig avslöjade 4 maj 1983 i ett inslag i Magasinet i Sveriges Television företaget Bofors då olagliga vapenexport till Dubai och Bahrain, vilket blev upptakten till Boforsaffären. Hon har därefter producerat dokumentären Kanonaffärer som sändes i SVT i september 1986. År 1994 gjorde hon tillsammans med bland andra Malcolm Dixelius TV-reportaget "Rysk maffia" som belönades med Guldspaden i TV-klassen 1995. Hon fick 1998 första pris i informationsklassen vid TV-festivalen i Banff i Kanada för SVT:s granskande program Senaste mode – till vilket pris? om Hennes & Mauritz, producerat tillsammans med Lars Granstrand och Ulf Sandlund.
Tillsammans med Anna Trane producerade hon år 2000 filmen Brinna och Brännas ut, som handlar om IT-boomen år 2000 i Stockholm, Nasdaq och Silicon Valley. Den belönades 2001 med Prix du Président på Téléscience i Montreal, Kanada.

### Grävande Journalister
Zadig var 1994–1996 ordförande för föreningen Grävande journalister. Hon är numera (2024) ledamot i Stiftelsen Grävfonden som är Föreningen Grävande Journalisters stiftelsefond som bygger upp kapital och delar ut stipendier för kompetensutveckling och utvecklande av nya journalistiska arbetsmetoder.

### Kvinnors ledarskap och undersökande journalistik, ledarskapsutbildning för kvinnliga medieledare
Under åren 1995-2017 var Zadig kursledare för Kvinnors ledarskap och undersökande journalistik, ledarskapsutbildning för kvinnliga medieledare, Stockholms universitet. 

### Årets MediaAmazon
Zadig instiftade 2010 priset Årets MediaAmazon, som delas ut vid den årliga ledarskaps- och nätverkskonferensen med nätverket Kvinnor som Leder Medier. Priset delas ut till en kvinnlig medieledare som erkännande för modigt och nyskapande journalistiskt ledarskap.
Följande personer har fått denna utmärkelse; angiven befattning avser pristagarens roll vid tiden för prisutdelningen.
- 2010 – Hanna Stjärne, framtidsstrateg Sveriges Radio[8]
- 2011 – Lena K Samuelsson, chefredaktör Svenska Dagbladet[10]
- 2012 – Johanna Kronlid, chefredaktör tidningen Arbetet[8]
- 2013 – Lena Glaser, programdirektör interaktivt utbud/interaktiva plattformar, SVT[8]
- 2014 – Lisa Irenius, kulturchef Upsala Nya Tidning[11]
- 2015 – Margret Atladottir & Lisa Bjurwald, redaktörer för podcasten Atladottir & Bjurwald[8]
- 2016 – Sofia Olsson Olsén, publisher Aftonbladet
- 2017 – Anna Lindberg, publisher Östgöta Media AB, för nyskapande journalistiskt ledarskap med genusperspektiv[12]
- 2018 – Åsa Beckman, biträdande kulturchef, redaktör, arbetsledare och krönikör vid Dagens Nyheter[13]
- 2019 – Jeanette Gustafsdotter, vd TU-medier i Sverige[14]
- 2020 – Åsa Edlund Jönsson,  chef Svt Sport[15]
- 2021 – Eva Burman, chefredaktör Sörmlands Media[16]
- 2022 – Helle Klein,  vd chefredaktör Dagens Arbete[17]
- 2023 – Julia Agha, vd Alkompis[18]

## Utmärkelser
- 1995 – Guldspaden, för TV-reportaget "Rysk maffia"
- 1998  – Banff Rockies Award. Första pris i informationsklassen vid internationella TV-festivalen i Banff i Kanada.
- 2001 – Prix du Président på Téléscience i Montreal, Kanada  år 2001 för filmen ”Brinna och Brännas ut".[6]
- 2010 – Årets Ledarskapsutvecklare vid Kompetensgalan anordnad av tidningen Chef och chefsorganisationen Ledarna.[19]